# Bertiera bracteosa
Bertiera bracteosa là một loài thực vật có hoa trong họ Thiến thảo. Loài này được (Donn.Sm.) B.Ståhl & L.Andersson mô tả khoa học đầu tiên năm 1999.